# Армійський генерал

Погон армійського генерала французьких сухопутних військ

Армійський генера́л (фр. général d'armée) — військове звання вищого командного складу збройних сил Франції.
Вперше з'явилося у Франції напередодні Другої світової війни. У французькій армії військове званням «армійського генерала» (фр. Général d'armée) є званням вище за «корпусного генерала» (фр. Général de division), а також почесного звання генерал армійського корпусу (фр. Général de corps d'armée), і нижче за найвище військове звання «маршала Франції» (фр. Maréchal de France).
Офіційно, армійський генерал не є військовим званням, а військовою посадою чи чином (фр. rang et appellation), який визначається по тій посаді, на якій перебуває генерал. Таке звання мають начальник штабу армії Франції (фр. chef d'état-major de l'armée de terre) та начальник Генерального штабу Франції (фр. chef d'état-major des armées).
У військово-повітряних силах Франції звання відповідає рангу «армійський генерал ВПС» (фр. General d’Armee Aerienne), У ВМС Франції — адмірал (фр. Amiral).
Відзнака — п'ять зірочок на погонах.
Командувач Паризьким військовим округом має шість зірочок на погонах, незалежно від звання, яке він носить.
Звання «армійський генерал» можливо дорівняти до військового звання генерал-полковник.

## Знаки розрізненнячина (військового звання) армійського генерала

Жандармерія: général d'armée (Gendarmerie)
ВМС Франції: Amiral
ВПС Франції: Général d'armée aérienne GAA
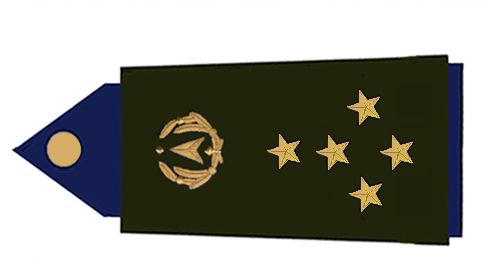
Генеральна інспекція озброєння ЗС Франції: Général de classe exceptionnelle